# 欽柴普希奧區
欽柴普希奧區（西班牙語：Distrito de Chinchaypujio），是秘魯的一個區，位於該國南部庫斯科大區的安塔省，始建於1941年10月1日，面積390.58平方公里，海拔高度3,105米，2005年人口5,521，人口密度每平方公里14人。